# Bota de Oro (Canadian Soccer League)
La Bota de Oro de la Canadian Soccer League es un premio concedido en Canadá, al mejor goleador de la temporada en la liga, la Canadian Soccer League (CSL). Se otorga desde 1998, sumando los goles de la temporada regular, los playoffs y los partidos de la Open Canada Cup.

## Palmarés
| Temporada | Jugador         | Equipo                | Goles |
| --------- | --------------- | --------------------- | ----- |
| 2007      | Nicolas Lesage  | Trois-Rivières Attak  | 20    |
| 2006      | Gabriel Pop     | Serbian White Eagles  | 27    |
| 2005      | Aaron Byrd      | Windsor Border Stars  | 17    |
| 2004      | Paul Munster    | London City           | 25    |
| 2003      | Carlos Arghittu | St. Catharines Wolves | 18    |
| 2002      | Darren Tilley   | Mississauga Olympians | 20    |
| 2001      | Kevin Nelson    | Ottawa Wizards        | 23    |
| 2000      | Eddy Berdusco   | Toronto Olympians     | 12    |
| 1999      | Eddy Berdusco   | Toronto Olympians     | 24    |
| 1998      | Gus Kouzmanis   | Toronto Olympians     | 36    |

- Portal:Fútbol. Contenido relacionado con Fútbol.
- Portal:Canadá. Contenido relacionado con Canadá.

- Datos: Q4981083